# Lepisorus oosphaerus
Lepisorus oosphaerus är en stensöteväxtart som först beskrevs av Carl Frederik Albert Christensen och som fick sitt nu gällande namn av Ren-Chang Ching.
Lepisorus oosphaerus ingår i släktet Lepisorus och familjen Polypodiaceae. Inga underarter finns listade i Catalogue of Life.